# Там, де нас нема
«Там, де нас нема» (рус. Там, где нас нет) — дебютный студийный альбом группы «Океан Ельзи», выпущенный в 1998 году лейблом «Nova Records». Стал самым продаваемым на Украине диском.
По мнению Святослава Вакарчука: «есть только одна пластинка „Океана Ельзи“, которую я с трудом могу воспринимать — диск „Там, де нас нема“. Считаю, что это достаточно детская, примитивная работа».

## Участники записи
- Святослав Вакарчук — вокал.
- Павел Гудимов — гитара.
- Юрий Хусточка — бас-гитара.
- Денис Глинин — барабаны.

### Приглашённые музыканты
- Роман Суржа — клавишные, гитарное соло (10).
- Эдик Коссе — тамбурин.

## Список композиций
Автор музыки и слов Святослав Вакарчук, кроме отмеченных.
| №   | Название                                                  | Текст песни                  | Музыка          | Длительность |
| --- | --------------------------------------------------------- | ---------------------------- | --------------- | ------------ |
| 1.  | «Новий день — (рус. Новый день)»                          |                              |                 | 2:48         |
| 2.  | «Там, де нас нема — (рус. Там, где нас нет)»              |                              |                 | 3:29         |
| 3.  | «Голос твій — (рус. Голос твой)»                          |                              |                 | 3:54         |
| 4.  | «Позич мені сонце — (рус. Одолжи мне солнце)»             |                              |                 | 4:06         |
| 5.  | «Тадж-Махал — (рус. Тадж-Махал)»                          |                              |                 | 3:22         |
| 6.  | «Сумна мелодія — (рус. Грустная мелодия)»                 |                              |                 | 4:17         |
| 7.  | «Поїзд „Чужа любов“ — (рус. Поезд „Чужая любовь“)»        |                              |                 | 3:59         |
| 8.  | «Йду на дно — (рус. Иду на дно)»                          |                              |                 | 3:34         |
| 9.  | «Вісім — (рус. Восемь)»                                   |                              |                 | 3:30         |
| 10. | «Ластівка з мого міста — (рус. Ласточка из моего города)» |                              |                 | 3:04         |
| 11. | «Ти забула давно — (рус. Ты забыла давно)»                |                              |                 | 4:38         |
| 12. | «Long time ago — (рус. Давным-давно)»                     |                              |                 | 3:47         |
| 13. | «Колиска вітру — (рус. Колыбель ветра)»                   | Богдан Стельмах              | Владимир Ивасюк | 3:05         |
| 14. | «Годі вже — (рус. Хватит уже)»                            | Ирина Билык, Фёдор Млинченко | Ирина Билык     | 4:29         |
| 15. | «Там, де нас нема (Danilkin Де Ви Е Remix)»               |                              |                 | 4:09         |